# Manoel Afonso Júnior
Manoel Afonso Júnior (* 14. November 1991 in Maceió) ist ein brasilianischer Fußballspieler.

## Karriere
Afonso begann seine Karriere 2010 bei SC Corinthians Alagoano. 2010 wurde er an dem Zweitligisten AS Arapiraquense ausgeliehen. 2011 wechselte er zum japanischen Gamba Osaka. Von 2012 bis 2013 war er beim portugiesischen Académica de Coimbra unter Vertrag. 2013 kehrte er nach Brasilien zurück. Danach spielte er bei Clube de Regatas Brasil, Botafogo FC (SP) und CS Alagoano.